# Furna da Maria Encantada

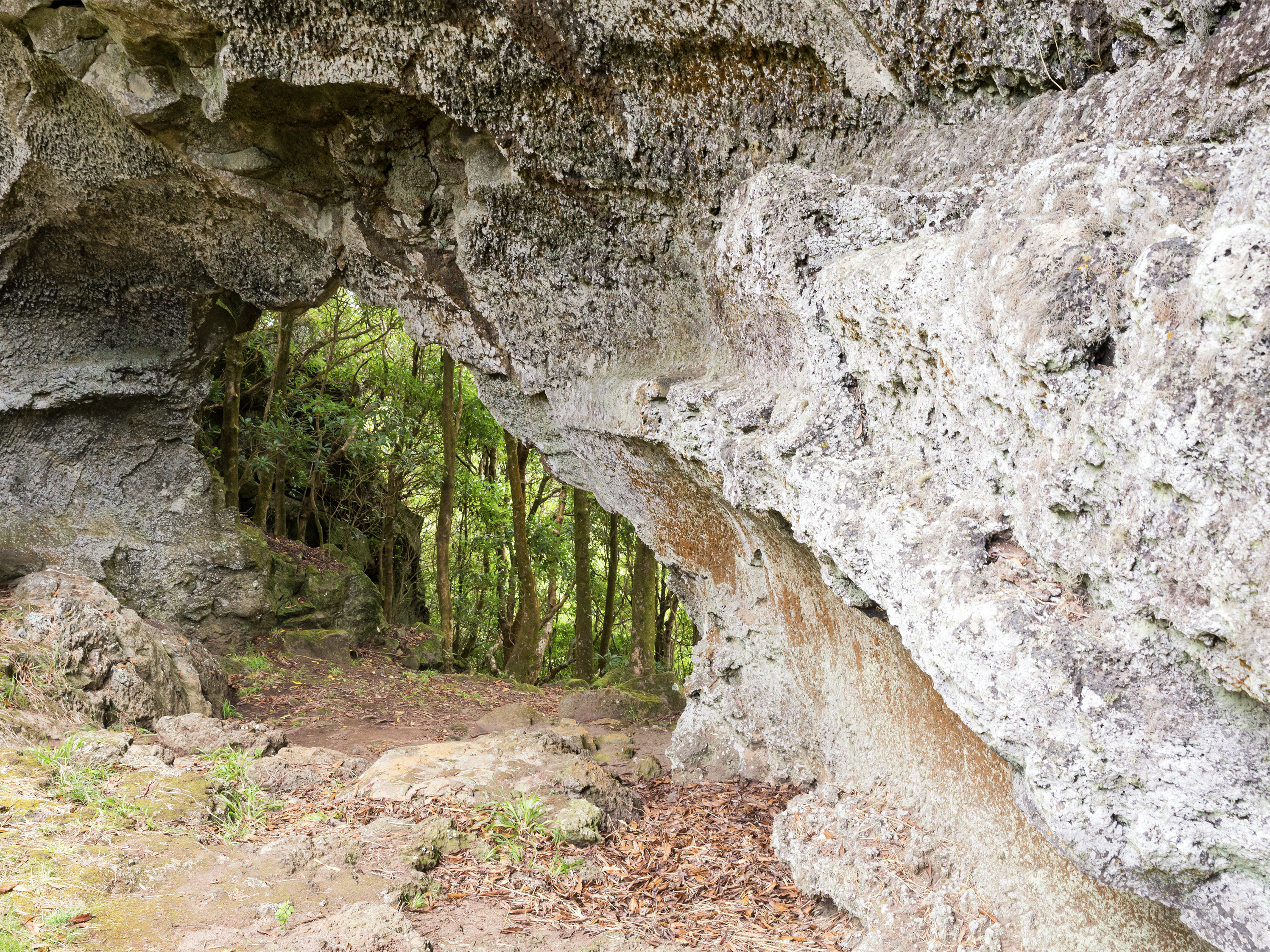
Furna da Maria Encantada, Abatimento do Tubo de lava.

A Furna da Maria Encantada também conhecida por Furna do Castelo, é uma gruta portuguesa localizada na freguesia de São Mateus, concelho de Santa Cruz da Graciosa, ilha Graciosa, arquipélago dos Açores.
Esta cavidade apresenta uma geomorfologia de origem vulcânica em forma de tubo de lava localizado em encosta de Caldeira vulcânica. Apresenta um comprimento de 56,5 m por uma largura máxima de 4,9 m por uma altura também máxima de 5,8 m.
Este tubo de lava, de progressão muito fácil, situa-se na cumeada da Caldeira da Graciosa, de grosso modo alinhado verticalmente com o túnel de entrada no interior da mesma. Tem a particularidade de ter sido originada pelo transbordo da lava sobre o bordo desta cratera o que lhe confere uma origem curiosa e o facto das 3 aberturas que possui terem sido provocadas pelo abatimento lateral das paredes e não do teto, bem como a possibilidade de usufruir de um belo panorama sobre o interior da Caldeira da Graciosa e sobre as localidades de Luz e Pedras Brancas, bem como o Pico Timão e Serra das Fontes.
Gaspar Frutuoso relata na sua obra que: “…desembarcando em um grande areal e não sabendo pera onde fosse com a mulher e filhos, por a terra estar toda coberta de espesso arvoredo, achou um carreiro que o gado tinha feito, e caminhando por ele pela terra dentro, foi ter a uma furna, que se chama a Furna do Castelo, feita como uma casa de pedra, ao modo de abóboda muito fremosa, onde se meteu e agasalhou com sua gente;…”.

## Fauna e flora
Na zona de entrada e no interior da gruta são observáveis as seguintes espécies:
Espécies de flora
- Asplenium hemionitis
- Conyza bonariensis
- Dryopteris sp.
- Erica azorica
- Erigeron karvinskianus
- Festuca francoi
- Hedychium gardnerianum
- Holcus lanatus
- Laurus azorica
- Morella faya
- Phytolacca americana
- Pittosporum undulatum
- Pteridium aquilinum
- Rubus ulmifolius
- Selaginella kraussiana
- Tradescantia fluminensis
- Umbilicus rupestris

Espécies de briófitos
- Anthoceros punctatus
- Bryum canariense
- Campylopus polytrichoides
- Fossombronia caespitiformis
- Frullania azorica
- Frullania tamarisci
- Marchesinia mackaii
- Myurium hochstetteri
- Porella obtusata
- Pterogonium gracile
- Radula wichurae
- Scorpiurium circinatum

## Galeria

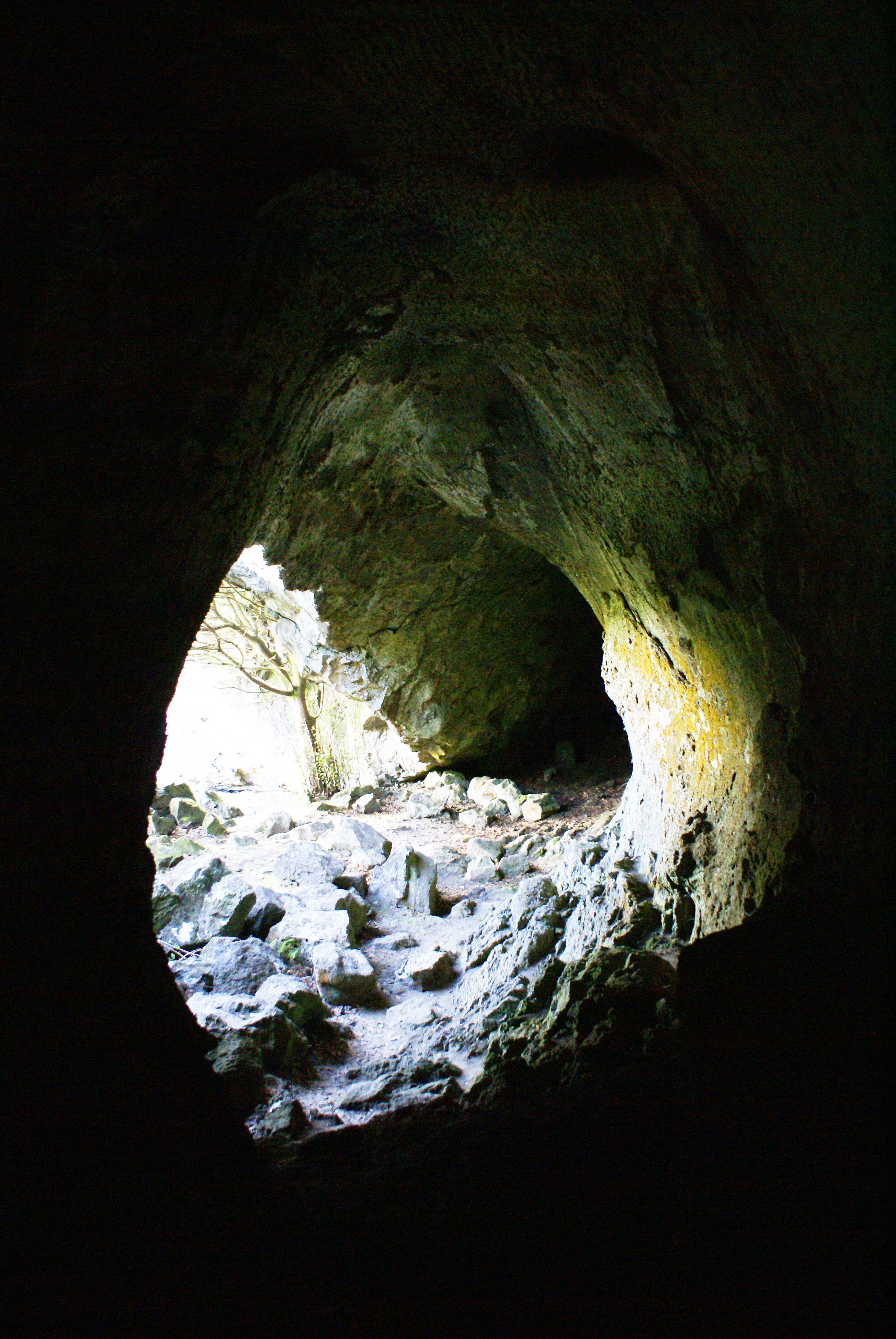
Furna da Maria Encantada, Abertura do tunel.
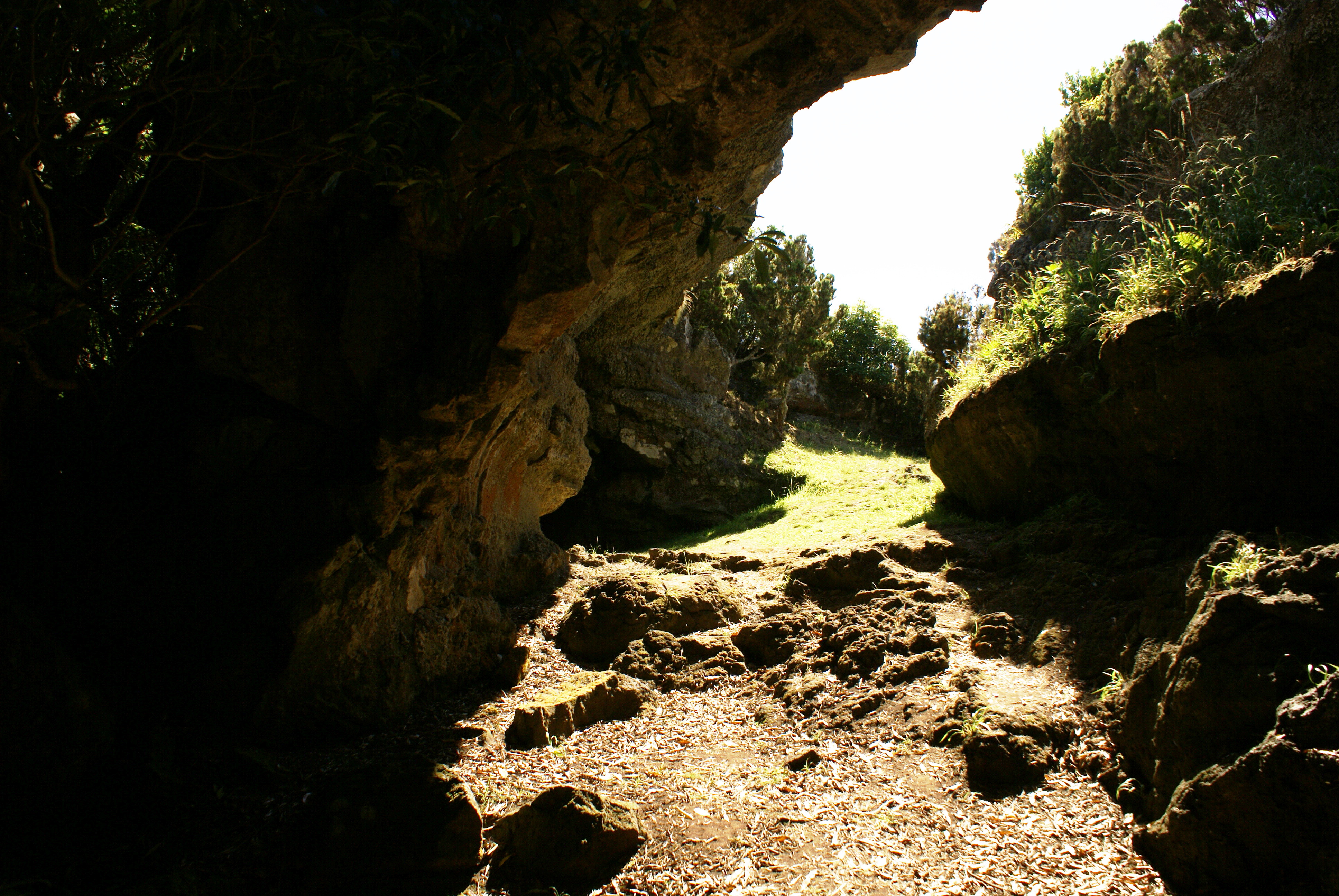
Furna da Maria Encantada, Entrada.
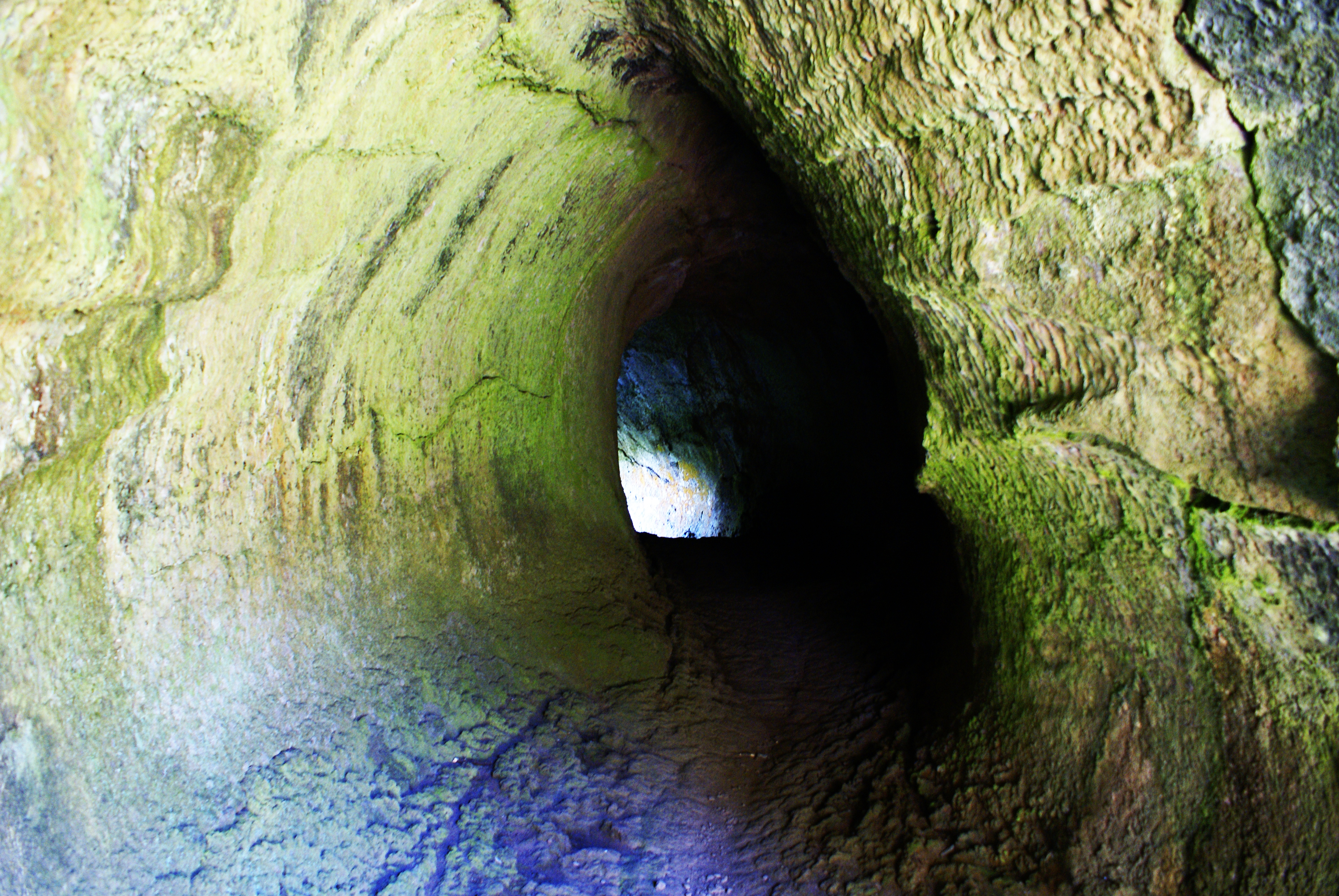
Furna da Maria Encantada, Tunel.
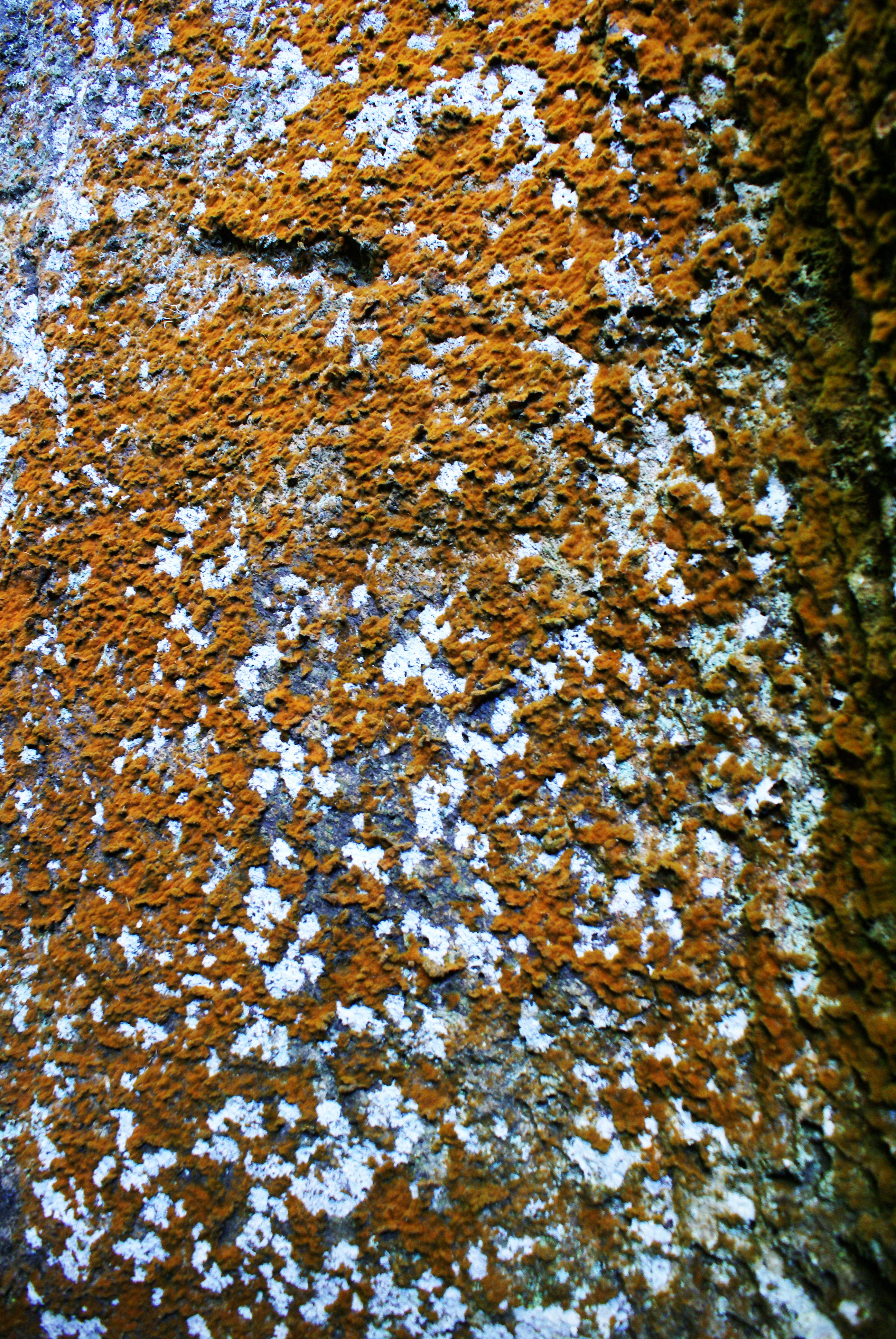
Furna da Maria Encantada, Liquenes que cobrem algumas das paredes da gruta